# Yellowjackets
The Yellowjackets är en amerikansk jazz fusion-kvartett.
Gruppen bildades 1981 ur ruinerna från RnB-bandet The Robben Ford Group av Robben Ford (gitarr), Russell Ferrante (keyboard), Jimmy Haslip (bas) och Ricky Lawson (trummor).

1984 ersattes Ford av saxofonisten Marc Russo och 1986 tog Will Kennedy över Lawsons plats som trummis. 1990 blev Russo ersatt av Bob Mintzer på saxofon och Marcus Baylor började spela trummor i bandet 2000. Baylor lämnade gruppen 2010 och tillbaka kom Will Kennedy.

## Medlemmar

### Nuvarande
- Russell Ferrante – piano, keyboard (1977–nu)
- Bob Mintzer – saxofon, basklarinet, EWI (1991–nu)
- Will Kennedy – trummor, slagverk (1987–1999, 2010–nu)
- Dane Alderson – bas (2015–nu)

### Tidigare
- Jimmy Haslip – bas (1977-2012)
- Ricky Lawson – trummor (1977–1987; död 2013)
- Robben Ford – gitarr (1977–1983)
- Michael Landau - gitarr (1985)
- Marc Russo – saxofon (1984–1989)
- Peter Erskine – trummor (1999-2000)
- Terri Lyne Carrington – trummor (2000)
- Marcus Baylor – trummor (2000–2010)
- Felix Pastorius – bas (2012–2015)

## Diskografi
- Yellowjackets (1981)
- Mirage A Trois (1983)
- Samurai Samba (1985)
- Shades (1986)
- Four Corners (1987)
- Politics (1988)
- The Spin (1989)
- Greenhouse (1991)
- Live Wires (1992)
- Like A River (1993)
- Run For Your Life (1994)
- Dreamland (1995)
- Blue Hats (1997)
- Club Nocturne (1998)
- Mint Jam (2001)
- Time Squared (2003)
- Peace Round: A Christmas Celebration (2003)
- Altered State (2005)
- Twenty-Five (2006)
- Lifecycle (2008)
- Timeline (2011)
- A Rise In The Road (2013)
- Cohearance (2016)
- Raising Our Voice (2018)